# Teledromas fuscus
Teledromas fuscus là một loài chim duy nhất trong chi Teledromas, thuộc họ Rhinocryptidae.